# Once in a Lifetime
Once in a Lifetime – druga składanka i zarazem pierwszy box set postpunkowego amerykańskiego zespołu Talking Heads wydana 18 listopada 2003.

## Lista utworów
Jeśli nie zaznaczono inaczej, autorem utworów na płytach CD jest David Byrne

### Dysk pierwszy
1. „Sugar on My Tongue” – 2:35
2. „Love → Building on Fire” – 2:59
3. „I Wish You Wouldn't Say That” – 2:37
4. „Don't Worry About the Government” – 3:00
5. „Uh-Oh, Love Comes to Town” [Alternate take] – 2:55
6. „New Feeling” [Alternate take] – 3:03
7. „Pulled Up" – 4:30
8. „Psycho Killer” (Byrne, Chris Frantz & Tina Weymouth) – 4:20
9. „Warning Sign” (Byrne & Frantz) – 3:55
10. „Artists Only” (Byrne & Wayne Zieve) – 3:35
11. „Tentative Decisions” – 3:07
12. „No Compassion” – 4:49
13. „Stay Hungry” (Byrne & Frantz) – 2:41
14. „I'm Not in Love” – 4:34
15. „The Book I Read” – 4:09
16. „Thank You for Sending Me an Angel” – 2:13
17. „Found a Job” – 5:01
18. „A Clean Break” (Live) – 4:57
19. „Take Me to the River” (Al Green & Mabon Hodges) – 5:04
20. „The Big Country” – 5:31
21. „Heaven” (Byrne & Jerry Harrison) – 4:01

### Dysk drugi
1. „I Zimbra” (Byrne, Brian Eno & Hugo Ball) – 3:07
2. „Cities” [Alternate take] – 5:27
3. „Life During Wartime” (Byrne, Frantz, Harrison & Weymouth) – 3:41
4. „Air” – 3:32
5. „Memories Can't Wait” (Byrne & Harrison) – 3:30
6. „Drugs” [Alternate take] (Byrne & Eno) – 3:33
7. „Once in a Lifetime” (Byrne, Eno, Frantz, Harrison & Weymouth) – 4:20
8. „Born Under Punches (The Heat Goes On)” (Byrne, Eno, Frantz, Harrison & Weymouth) – 5:47
9. „Listening Wind” (Byrne, Eno, Frantz, Harrison & Weymouth) – 4:41
10. „Houses in Motion” (Byrne, Eno, Frantz, Harrison & Weymouth) – 4:31
11. „Crosseyed and Painless” (Byrne, Eno, Frantz, Harrison & Weymouth) – 4:45
12. „Burning Down the House” (Byrne, Frantz, Harrison & Weymouth) – 4:01
13. „Making Flippy Floppy” (Byrne, Frantz, Harrison & Weymouth) – 5:54
14. „Girlfriend Is Better” (Byrne, Frantz, Harrison & Weymouth) – 5:43
15. „Slippery People” (Byrne, Frantz, Harrison & Weymouth) – 5:05
16. „Swamp” (Byrne, Frantz, Harrison & Weymouth) – 5:10
17. „This Must Be the Place (Naïve Melody)” (Byrne, Frantz, Harrison & Weymouth) – 4:56

### Dysk trzeci
1. „And She Was” – 3:39
2. „Stay Up Late” – 3:44
3. „Creatures of Love” – 4:15
4. „The Lady Don't Mind” (Byrne, Frantz, Harrison & Weymouth) – 4:04
5. „Road to Nowhere” – 4:20
6. „Wild Wild Life” – 3:41
7. „Love for Sale” – 4:31
8. „People Like Us” – 4:29
9. „Puzzlin' Evidence” – 5:23
10. „City of Dreams” – 5:09
11. „Blind” (Byrne, Frantz, Harrison & Weymouth) – 5:00
12. „Mr. Jones” (Byrne, Frantz, Harrison & Weymouth) – 4:21
13. „The Democratic Circus” (Byrne, Frantz, Harrison & Weymouth) – 5:04
14. „(Nothing But) Flowers” (Byrne, Frantz, Harrison, Weymouth & Yves N'Djock) – 5:33
15. „In Asking Land” [Outtake] (Byrne, Frantz, Harrison & Weymouth) – 3:58
16. „Sax and Violins” (Byrne, Frantz, Harrison & Weymouth) – 5:18
17. „Lifetime Piling Up” (Byrne, Frantz, Harrison & Weymouth) – 3:53

### Storytelling GiantDVD
1. „Once in a Lifetime"
2. „Wild Wild Life"
3. „Stay Up Late"
4. „Blind"
5. „Crosseyed and Painless"
6. „Burning Down the House"
7. „And She Was"
8. „Sax and Violins"
9. „This Must Be the Place (Naïve Melody)”
10. „The Lady Don't Mind"
11. „Love for Sale"
12. „(Nothing But) Flowers"
13. „Road to Nowhere"